# Administración de Abel Pacheco
La Administración de Abel Pacheco de la Espriella fue la administración constitucional ejercida en la República de Costa Rica entre el 1 de mayo de 2002 y el 30 de abril de 2006. Pacheco debió enfrentar el primer parlamento multipartidista en muchísimas décadas, lo cual hizo difícil la aprobación de ciertos proyectos.

## Logros de su gobierno
Durante la administración Pacheco se redujo el gasto público y el déficit fiscal, también creció la economía y se redujo la deuda interna. Protegió el medio ambiente con medidas llamadas «garantías ecológicas», así como abolió la minería a cielo abierto e impuso una moratoria a la explotación petrolera. Aplicó políticas para la integración de la mujer en el ámbito público, la reducción de la mortalidad infantil y la seguridad pública.

## Plan Fiscal
Pacheco intentó la aprobación de una reforma fiscal en el país, pero la oposición de diversas bancadas como el Movimiento Libertario y el Partido Acción Ciudadana lo impidió.

## Tratado de Libre Comercio con Estados Unidos
El polémico convenio que dividiría la opinión pública costarricense y que llevaría al país a realizar el primer referéndum de su historia empezó a negociarse durante la Administración Pacheco siendo ministro de Comercio Exterior Alberto Trejos y jefa de negociadores la futura ministra de Comercio Anabel González. El tratado se aprobaría vía referéndum durante la administración Arias.

## Controversias

### Apoyo a Estados Unidos en la guerra de Irak
Pacheco y su Canciller Roberto Tovar, en comunicado del 19 de marzo de 2003 expresaron su apoyo al conflicto bélico contra Irak: nuestra vocación de paz no debe ser interpretada como indiferencia o tolerancia ante el terrorismo. Además, en el conflicto entre la paz y el terrorismo no somos neutrales. Costa Rica es y será una aliada leal, firme y decidida a favor de quienes buscan la paz, la libertad, la democracia y el respeto al derecho internacional.
En sentencia de las 14:31 horas del 8 de septiembre de 2004, la Sala Constitucional de la Corte Suprema de Justicia de Costa Rica anuló ese acuerdo y ordenó al Gobierno de Pacheco a hacer las gestiones necesarias para que los EE. UU. excluyeran a Costa Rica del listado de miembros de la coalición contra Irak, publicada en la página web de la Casa Blanca.
Ese acuerdo fue anulado por la Sala Constitucional en respeto al ordenamiento jurídico y régimen de convivencia costarricense basado en la paz y neutralidad perpetua, violentado por el Poder Ejecutivo, que expresó un criterio que nunca representó la voluntad de la inmensa mayoría de la población. Con el transcurso del tiempo, el carácter apodíctico de la inconstitucionalidad declarada se acrecentó, no solo por la indiscutible violación acaecida en contra de los cánones jurídicos que rigen la materia en los tratados internacionales y la Constitución costarricense, sino también porque quedó demostrado que el argumento principal para justificar la guerra -el peligro que representaba para la paz mundial la posesión de armas de destrucción masiva por parte del régimen del Sadam Huseín- resultó ser falso.
Ese apoyo del Gobierno de Pacheco es parodiado (dada la falta de ejército de Costa Rica) en el documental Fahrenheit 9/11 del cineasta Michael Moore quien recibió la Palma de Oro en el Festival de Cannes.